# Tân Xuân, Tân Kỳ
Tân Xuân là một xã thuộc huyện Tân Kỳ, tỉnh Nghệ An, Việt Nam.
Xã Tân Xuân có diện tích 20,27 km², dân số năm 1999 là 4391 người, mật độ dân số đạt 217 người/km².